# 백석고등학교 (경기)

## 개요
백석고등학교(白石高等學校)는 대한민국 경기도 고양시 일산동구 마두동에 있는 공립 일반계 고등학교이다.
슬로건은 '지금보다 나은 나, 지금보다 나은 우리'이다. (구: 최고를 향해 최선을 다하는 백석인)

## 학교 연혁
- 1992년 1월 8일 : 백석고등학교 설립 인가 (24학급)
- 1992년 9월 1일 : 초대 김용철 교장 취임
- 1992년 9월 8일 : 전입생 입학 시작
- 1992년 9월 00일 : 최초 급식 실시
- 1994년 2월 15일 : 제1회 22명 졸업
- 1995년 2월 16일 : 제2회 176명 졸업
- 1996년 2월 15일 : 제3회 474명 졸업
- 1994년 9월 1일 : 제2대 유태우 교장 취임
- 1997년 2월 14일 : 제4회 474명 졸업
- 1998년 2월 15일 : 제5회 374명 졸업
- 1999년 2월 12일 : 제6회 379명 졸업
- 1999년 9월 1일 : 제3대 이은협 교장 취임
- 2000년 2월 15일 : 제7회 396명 졸업
- 2001년 2월 13일 : 제8회 365명 졸업
- 2002년 2월 15일 : 제9회 314명 졸업
- 2002년 3월 1일 : 제4대 박상훈 교장 취임
- 2003년 2월 13일 : 제10회 336명 졸업
- 2004년 2월 12일 : 제11회 361명 졸업
- 2007년 3월 1일 : 39학급 인가
- 2007년 3월 1일 : 제5대 최철희 교장 취임
- 2010년 3월 2일 : 제6대 이재영 교장 취임
- 2010년 3월 2일 : 백석고등학교 직영 급식 실시
- 2012년 3월 2일 : 제7대 이철훈 교장 취임
- 2015년 2월 5일 : 제22회 458명 졸업 (총 9,339명)
- 2015년 3월 2일 : 제23회 신입생 12학급 426명 입학
- 2016년 2월 3일 : 제23회 453명 졸업 (총 9,793명)
- 2016년 3월 2일 : 제24회 신입생 12학급 427명 입학
- 2017년 3월 1일 : 제8대 이종희 교장 취임
- 2017년 3월 2일 : 제27회 신입생 12학급 352명 입학
- 2018년 2월 7일 : 제25회 410명 졸업
- 2018년 3월 2일 : 제28기 신입생 12학급 326명 입학
- 2019년 2월 13일 : 제26회 430명 졸업
- 2019년 3월 4일 : 제29기 신입생 12학급 324명 입학
- 2020년 1월 7일 : 제27회 351명 졸업
- 2020년 3월 2일 : 제30기 신입생 12학급 326명 입학
- 2020년 9월 1일 : 제9대 김영인 교장 취임
- 2021년 1월 12일 : 제28회 318명 졸업
- 2021년 3월 2일 : 제31기 신입생 11학급 264명 입학
- 2022년 1월 6일 : 제29회 311명 졸업
- 2022년 3월 2일 : 제32기 신입생 11학급 280명 입학
- 2023년 1월 6일 : 제30회 319명 졸업 (총 12,375명)
- 2023년 3월 2일 : 제33기 신입생 11학급 299명 입학
- 2024년 1월 5일 : 제31회 267명 졸업 (총 12,642명)
- 2024년 3월 4일 : 제34기 신입생 11학급 277명 입학
- 2025년 3월 4일 : 제32회 250명 졸업 (총 12,892명)
- 2025년 3월 4일 : 제35기 신입생 11학급 256명 입학

## 시설
- 본관 - 4층으로 취급한다.
  - 1층에는 교무실(교무기획부, 교육연구부, 교육과정부, 인문사회부), 교감실, 방송실, we-class(상담실), 진로상담부, 세미나실, 행정실, 교감실, 지혜의샘(도서관), 교장실, 보건실, 미술실, 남녀교직원화장실(서), 여자화장실(동)이 있다.
  - 2층에는 1학년부, 101~111교실, 1학년 상담실, 예지관(시청각실), 1학년 상담실, 기술가정실, 여자화장실(서), 여자화장실(중), 남자화장실(동), 학생안전부,  1학년 다목적실이 있다.
  - 3층에는 2학년부, 201~211교실, 2학년 상담실, 화학생물 과학실, 미디어룸(컴퓨터실 3개), 남자화장실(서), 남자화장실(중), 여자화장실(동), 2학년 다목적실이 있다.
  - 4층에는 3학년부, 301~311교실, 물리지학 과학실, 교육정보부/자연과학부, 3학년 다목적실, 여자화장실(서), 여자화장실(중), 남자화장실(동)이 있다.
  - 5층에는 중앙에 음악실이 있다.

- 신관 - 1층은 플로티이다. 2~4층에는 각 학년 1반 교실과 다목적실이 있다. 5층에는 3학년 자습실인 학의제와 소무대인 아고라가 있다.
- 체육관 - 1층에는 체육건강부와 체육관이 있다. 2층에는 관람석이 있다.
- 급식실 - 1층은 조리실과 교직원 식당이 있다. 2층에는 여학생 식당이 있다. 3층에는 남학생 식당이 있다.

엘리베이터가 없다.

## 교육
시험의 난이도가 악명높다.
8시 40분 등교를 하며, 월/수요일은 6교시(15시 30분 종료) 수업을 하며, 화/목요일은 7교시(16시 30분 종료) 수업을 한다. 금요일은 교육과정상 7교시이지만 대부분 6교시로 단축수업을 한다.
3학년 선택과목에 고급 물화생지가 있다.
전학년 11학급 총 33학급이며, 특수학급은 없다.
입결이 우수하다.

## 학풍
교복 자율화 등 학풍이 자유로운 편이다. 핸드폰을 걷지 않는다.
교과서를 활용하는 수업이 적으며, 자체 제작 교재인 두드림 교과서와 프린트를 주로 사용한다.
공부량이 상상을 초월한다.
이과 비율이 많은 편이다.
1학년때는 뮤지컬, 2학년때는 연극 수업을 하며, 독서 관련 수행평가가 많다.
단축수업을 거의 하지 않는다. 심지어 연장수업을 하기도 한다.
교내에서 사건사고가 거의 일어나지 않아 조용하다.

## 참고 자료
- 백석고등학교 - 한국교육학술정보원 학교알리미